# Odette Annable
Pour les articles homonymes, voir Annable.
Odette Annable, née Odette Juliette Yustman, le 10 mai 1985 à Los Angeles, est une actrice américaine.
Elle débute très jeune dans les films Un flic à la maternelle et Escroc malgré lui mais elle est surtout révélée au grand public par les films d'horreurs Cloverfield et Unborn.
Elle a joué un grand nombre de rôles réguliers à la télévision dans des séries comme South Beach, October Road, Breaking In, Dr House, Banshee, The Astronaut Wives Club, Pure Genius et Supergirl.

## Biographie

### Jeunesse et débuts précoces
Odette Juliette Yustman est née le 10 mai 1985 à Los Angeles. Selon l'actrice, sa mère, Lydia, est cubaine avec des origines libanaises, et son père, Victor Yustman, est colombien avec des origines italiennes et françaises et a grandi au Nicaragua,. Elle parle couramment espagnol.
Elle fait ses débuts à l'âge de cinq ans, jouant une jeune élève dans Un flic à la maternelle aux côtés d'Arnold Schwarzenegger.
Six ans plus tard, elle est à l'affiche d'un téléfilm dramatique, Remembrance, aux côtés d'Eva LaRue et Jeffrey Nordling et elle joue dans la comédie Escroc malgré lui de Garry Marshall avec Greg Kinnear.

### Carrière

#### Débuts et révélation
Ce n'est qu'en 2004 qu'elle fait son retour, sur le petit écran, en apparaissant dans un épisode de la série télévisée Les Quintuplés.
Il s'ensuit diverses séries télévisées telles que South Beach et October Road. Deux séries dans lesquelles elle fait partie de la distribution principale, mais celles-ci sont annulées prématurément, faute d'audiences.
En 2007, elle est révélée au grand public en jouant dans le téléfilm Reckless Behavior: Caught on Tape.
La même année, elle joue des rôles mineurs dans des longs métrages exposés comme la romance The Holiday, portée par Kate Winslet et Cameron Diaz, puis le blockbuster Transformers de Michael Bay.
L'année suivante, elle est l'une des têtes d'affiche du film catastrophe Cloverfield. À sa sortie, le film est un grand succès commercial et obtient de très bonnes critiques de la part de la presse spécialisée et des spectateurs. Il engendre la création d'une franchise. Un rôle remarqué donc qui lui permet de décrocher le rôle principal du film d’horreur fantastique Unborn.
Dans le même temps, elle est également le personnage principal du clip If You're Wondering If I Want You To (I Want You To) de Weezer.

#### Confirmation difficile au cinéma
En 2010, elle connait une série d'échecs successifs qui vont la pousser à un retour précautionneux sur le petit écran :
En effet, elle est à l'affiche de la comédie d'action passée inaperçue Operation Endgame, de la comédie potache Sex Addicts, directement sorti en vidéo, de la comédie romantique laminée par la critique Encore toi ! avec Kristen Bell et Sigourney Weaver et enfin, vedette aux côtés d'Amber Heard du film d'horreur And Soon the Darkness.
Elle signe aussi pour cinq épisodes de la série dramatique Brothers and Sisters dans laquelle elle donne la réplique à Dave Annable. Un coup de foudre.
En 2011, elle joue le rôle de Mélanie Garcia dans la série Breaking In, mais la production se sépare rapidement de son personnage. Au cinéma, elle donne la réplique à Richard Gere, Topher Grace et Martin Sheen pour le film d'action mal reçu par la critique Secret Identity.
Après ces déconvenues, elle accepte d'incarner le rôle du Dr Jessica Adams dans la huitième et dernière saison de la série à succès Dr House. Dans le même temps, elle fait son retour sur les plateaux de Breaking In pour la seconde saison, la série ayant été finalement renouvelée.
Parallèlement, elle s'essaie au doublage et prête sa voix à l'un des personnages principaux de la série de films Le Chihuahua de Beverly Hills, pour le second et le troisième volet.
En janvier 2013, elle apparaît dans la série Banshee, où elle interprète le rôle récurrent de Nola Longshadow, sœur de l'actuel chef de la tribu Kinaho au passé trouble. Il s'ensuit des apparitions isolées dans des séries telles que Un flic d'exception, New Girl et Anger Management.

#### Regain télévisuel

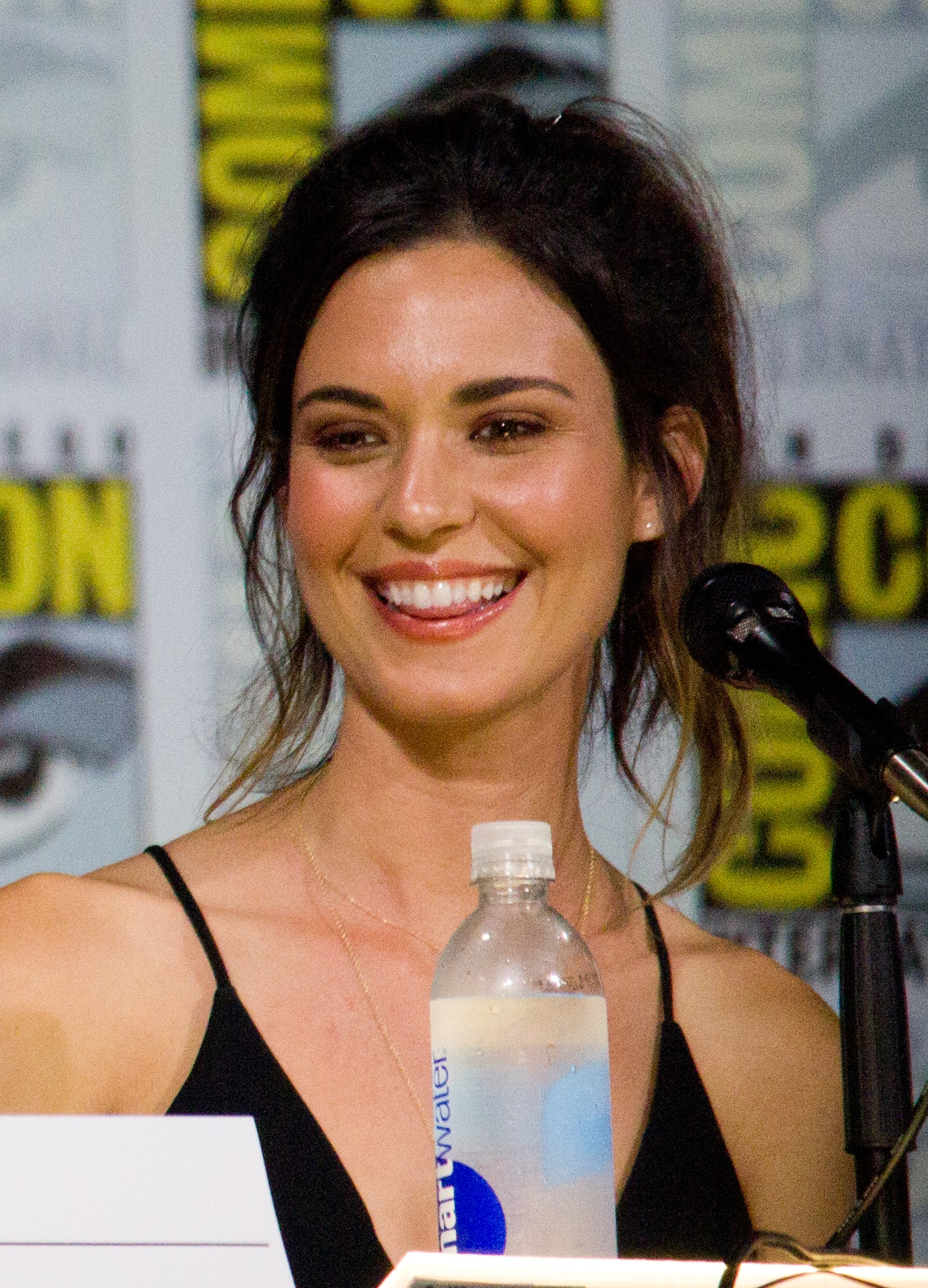
Au Comic-Con 2017 pour la série télévisée Supergirl.

En 2014, elle joue dans quelques épisodes de la sitcom populaire Mon oncle Charlie dans le rôle de Nicole, la nouvelle petite amie du milliardaire incarné par Ashton Kutcher. La même année, elle joue un rôle secondaire dans la série éphémère d'action Rush.
En 2015, elle est l'une des têtes d'affiche de la série dramatique The Astronaut Wives Club du réseau ABC qui ne dépasse pas les dix épisodes.
Elle se tourne alors vers un rôle d'invitée pour la série comique The Grinder avec Rob Lowe avant de rejoindre la distribution principale de la dramatique Pure Genius du réseau CBS, diffusée entre 2016 et 2017, mais c'est un nouvel échec. Entre-temps, elle est la vedette d'une comédie indépendante The Truth About Lies qui lui vaut un prix de la meilleure actrice.
En 2017, elle connait un second souffle lorsqu'elle décroche le rôle récurrent de la méchante Reign, ennemie du personnage principal de la série fantastique Supergirl,,,. Ce rôle lui vaut d'être proposée pour le Saturn Award de la meilleure actrice de télévision dans un second rôle en 2018.
En 2019, elle doit tenir le rôle titre d'une série comique développée par la FOX, Adam & Eve aux côtés de Ryan Hansen mais la série ne dépasse finalement pas le stade de pilote. Elle rebondit alors en rejoignant la distribution régulière de la série horrifique Tell Me a Story de Kevin Williamson, à partir de la seconde saison,,. Dans le même temps, elle fait son retour dans la saison 5 de Supergirl à l'occasion du centième épisode, puis il est annoncé qu'elle rejoignait un nouveau pilote pour le réseau ABC, intitulé Thirtysomething aux côtés de Chris Wood. Il s'agit d'un reboot d'une série diffusée à la fin des années 1980.
Le 30 octobre 2020, il a été annoncé qu'elle avait été choisie pour jouer Geraldine « Geri » Broussard, rôle récurrent dans la série Walker, reboot de la série télévisée Walker, Texas Ranger aux côtés de Jared Padalecki, Keegan Allen et Lindsey Morgan,. En avril 2021, elle est promue à la distribution principale pour la deuxième saison.

### Vie privée
Depuis janvier 2009, Odette est la compagne de l'acteur américain Dave Annable. Après s'être fiancés en février 2010, ils se sont mariés le 10 octobre 2010 à Ojai, en Californie. Autrefois créditée en tant que Odette Yustman, elle se fait désormais appeler Odette Annable. Le 7 septembre 2015, elle a donné naissance à leur premier enfant, une fille prénommée Charlie Mae Annable.
En fin d'année 2019, le couple annonce leur divorce après neuf ans de mariage,,. Ils finissent par se remettre ensemble quelques mois plus tard. En mai 2021, elle annonce avoir fait sa troisième fausse couche en peu de temps. Le 13 octobre 2022, le couple accueille leur second enfant, une fille prénommée Andersen « Andi » Lee Annable.

## Filmographie

### Cinéma

#### Longs métrages
- 1990 : Un flic à la maternelle (Kindergarten Cop) de Ivan Reitman : Rosa
- 1996 : Escroc malgré lui (Dear God) de Garry Marshall : Angela, la fille
- 2006 : The Holiday de Nancy Meyers : Kissing Couple
- 2007 : Transformers de Michael Bay : Socialite Girl
- 2007 : Walk Hard: The Dewey Cox Story de Jake Kasdan : Reefer Girl
- 2008 : Cloverfield de Matt Reeves : Elizabeth « Beth » McIntyre
- 2009 : Unborn (The Unborn) de David S. Goyer : Casey Beldon
- 2010 : Operation Endgame (Operation: Endgame) de Fouad Mikati : Temperance
- 2010 : Sex Addicts (Group Sex) de Lawrence Trilling : Vanessa (vidéofilm)
- 2010 : And Soon the Darkness de Marcos Efron : Ellie
- 2010 : Encore toi ! (You Again) de Andy Fickman : Joanna
- 2011 : Le Chihuahua de Beverly Hills 2 (Beverly Hills Chihuahua 2) d'Alex Zamm : Chloé (voix, vidéofilm)
- 2011 : Secret Identity (The Double) de Michael Brandt : Natalie Geary
- 2012 : Le Chihuahua de Beverly Hills 3 (Beverly Hills Chihuahua 3: Viva la Fiesta!) de Lev L. Spiro : Chloé (voix, vidéofilm)
- 2018 : The Truth About Lies de Phil Allocco : Rachel Stone

#### Court métrage
- 2011 : Grown Up Already de Richard Keith : Winnie

### Télévision

#### Séries télévisées
- 2004 : Les Quintuplés (Quintuplets) : Kelly Helberg
- 2006 : South Beach : Arielle Casta
- 2006 : Monk : Courtney
- 2007 - 2008 : October Road : Aubrey Diaz
- 2008 : Life on Mars : Adrienne
- 2010 - 2011 : Brothers and Sisters : Annie
- 2011 - 2012 : Breaking In : Melanie Garcia
- 2011 - 2012 : Dr House ((House M.D.) : Dr Jessica Adams
- 2013 : Golden Boy : Kat O'Connor
- 2013 : New Girl : Shane
- 2013 : Anger Management : Jamie
- 2013 - 2015 : Banshee : Nola Longshadow
- 2014 : Mon oncle Charlie (Two and a Half Men) : Nicole
- 2014 : Rush : Sarah Peterson
- 2015 : The Astronaut Wives Club : Trudy Cooper
- 2015 - 2016 : The Grinder : Devin Stutz
- 2016 - 2017 : Pure Genius : Dr Zoe Brockett
- 2017 - 2018 : Elena d'Avalor : Senorita Marisol (voix)
- 2017 - 2020 : Supergirl : Samantha Arias / Reign
- 2019 - 2020 : Tell Me a Story : Maddie Pruit
- 2021 : Fantasy Island : Daphne Madden
- 2021-2024 : Walker : Geraldine « Geri » Broussard

#### Téléfilm
- 1996 : Remembrance de Bethany Rooney : Charlotte
- 2007 : Quand ma vie bascule (Reckless Behavior : Caught on Tape) de Donald Wrye : Emma Norman
- 2018 : Nuits blanches à Noël de Phil Traill : Lizzie Hinnel

### Jeux vidéo
- 2008 : Fallout 3 : Amata Almodovar (voix)

## Distinctions
Sauf indication contraire ou complémentaire, les informations mentionnées dans cette section proviennent de la base de données IMDb.

### Récompenses
- Accolade Competition 2015 : meilleure actrice pour The Truth About Lies

### Nominations
- Scream Awards 2008 : meilleure actrice dans un film de science-fiction pour Cloverfield
- 10e cérémonie des Teen Choice Awards 2008 : meilleure actrice dans un film d'horreur pour Cloverfield
- 44e cérémonie des Saturn Awards 2018 : meilleure actrice de télévision dans un second rôle pour Supergirl
- 20e cérémonie des Teen Choice Awards 2018 : meilleur méchant dans une série télévisée pour Supergirl

## Voix françaises
| En France - Karine Foviau dans : - South Beach (série télévisée) - October Road : Un nouveau départ (série télévisée) - Unborn - Brothers and Sisters (série télévisée) - Sex Addicts - Victoria Grosbois dans : - Dr House (série télévisée) - Rush (série télévisée) - Secret Identity | et aussi - Julie Dumas dans Banshee (série télévisée) - Armelle Gallaud dans Mon oncle Charlie (série télévisée) |